# インダストリアルインターネット
インダストリアル・インターネット（英: Industrial Internet、産業のインターネット）とは、アメリカのゼネラル・エレクトリック (GE) 社が2012年に発表した、ICT技術を活用し生産性の向上やコストの削減を支援する産業サービス:84。様々な製品から稼働データなどを収集してビッグデータを分析し、運用・保守や次の製品開発に生かす事により、製造業のビジネスモデルを変える取り組みである。運用の最適化や、故障の前兆を発見するなど、タービンや発電機の運用効率向上に役立つとされる。IoT（Internet of Things）に対する取り組みにより派生したものであり、ドイツでは同様の取り組みとしてインダストリー4.0が、日本ではソサエティー5.0がそれぞれの政府主体で提唱されている。
GE社の提供するインダストリアル・インターネットには、Predixと呼ばれる共通プラットフォームが用意されており、製品を販売するだけではなく、保守管理を含めたパッケージ型事業の提供の実例となっている:93。